# Världsmästerskapet i schack 2013
Världsmästerskapet i schack 2013 var en titelmatch mellan den regerande världsmästaren Viswanathan Anand och utmanaren Magnus Carlsen. Den spelades i Chennai mellan den 7 och 25 november 2013. Matchen spelades över tolv partier (varav tio behövde spelas) och slutade med att Carlsen blev ny världsmästare, den sextonde i ordningen.

## Kandidatturneringen
För att utse en utmanare hölls en kandidatturnering med åtta deltagare i London den 15 mars till 1 april 2013.
Carlsen segrade med 8½ poäng på 14 ronder och kvalificerade sig därmed för titelmatchen mot Anand.
Det var en jämn turnering där Carlsen och Vladimir Kramnik delade ledningen inför sista ronden. 
Där förlorade överraskande båda, Carlsen mot Peter Svidler och Kramnik mot Vasyl Ivantjuk. Carlsen vann turneringen på bättre tiebreak (fler vunna partier).
| Placering | Namn                | Elo-rating mars 2013 | Poäng | Kvalificerad genom                                            |
| --------- | ------------------- | -------------------- | ----- | ------------------------------------------------------------- |
| 1         | Magnus Carlsen      | 2872                 | 8½    | Högsta genomsnittliga rating från juli 2011 till januari 2012 |
| 2         | Vladimir Kramnik    | 2810                 | 8½    | Högsta genomsnittliga rating från juli 2011 till januari 2012 |
| 3         | Peter Svidler       | 2747                 | 8     | Vinnare av FIDE World Cup 2013                                |
| 4         | Levon Aronian       | 2809                 | 8     | Högsta genomsnittliga rating från juli 2011 till januari 2012 |
| 5         | Boris Gelfand       | 2740                 | 6½    | Förlorare i titelmatchen i världsmästerskapet i schack 2012   |
| 6         | Alexander Grisjtjuk | 2764                 | 6½    | Tvåa i FIDE World Cup 2011                                    |
| 7         | Vasyl Ivantjuk      | 2757                 | 6     | Trea i FIDE World Cup 2011                                    |
| 8         | Teimour Radjabov    | 2793                 | 4     | Nominerad av arrangören (wild card)                           |

## Regler
Titelmatchen spelades över tolv partier. I varje parti hade spelarna 120 minuter på sig att göra sina första 40 drag och fick därefter ett tillägg på 60 minuter. När en spelare hade gjort sina första 60 drag fick denne ett tillägg på 15 minuter, och ett bonustillägg på 30 sekunder för varje ytterligare drag som gjordes.
Om matchen var oavgjord efter de första tolv partierna så spelades fyra partier snabbschack. Om det var oavgjort även efter dessa så spelades upp till fem matcher med två partier blixtschack, där den första spelaren att vinna en blixtmatch segrade. Om det fortfarande var oavgjort så avgjordes matchen i ett parti armageddon.

## Resultat
| Namn              | Rating | Parti | Parti | Parti | Parti | Parti | Parti | Parti | Parti | Parti | Parti | Parti | Parti | Poäng |
| Namn              | Rating | 1     | 2     | 3     | 4     | 5     | 6     | 7     | 8     | 9     | 10    | 11    | 12    | Poäng |
| ----------------- | ------ | ----- | ----- | ----- | ----- | ----- | ----- | ----- | ----- | ----- | ----- | ----- | ----- | ----- |
| Viswanathan Anand | 2775   | ½     | ½     | ½     | ½     | 0     | 0     | ½     | ½     | 0     | ½     |       |       | 3½    |
| Magnus Carlsen    | 2870   | ½     | ½     | ½     | ½     | 1     | 1     | ½     | ½     | 1     | ½     |       |       | 6½    |